# Samuel Komitopul
Samuel Komitopul (bułg. Самуил Kомитопул, Samuił Komitopuł; zm. 6 października 1014) – władca państwa bułgarskiego od 976, car Bułgarii w latach 997–1014.
Po klęsce carstwa bułgarskiego w 969 roku, objął wspólnie z braćmi rządy w zachodnich prowincjach państwa. Od śmierci braci w 976 roku rządził samodzielnie. W wyniku ofensywnych kampanii na terytorium Cesarstwa Bizantyńskiego poszerzył obszar swego państwa obejmującego pierwotnie teren Macedonii o Tesalię, Bułgarię naddunajską, Epir i Albanię. Po przywróceniu carstwa bułgarskiego w 986 roku, pełnił funkcje namiestnika i naczelnego dowódcy przy boku cara Romana. Po schwytaniu cara przez Bizantyńczyków, od 991 roku, ponownie sprawował władzę samodzielnie. W 997 roku po śmierci Romana koronował się na cara Bułgarów. Pod koniec X wieku podporządkował sobie leżące na zachodzie księstwa serbskie. Poczynając od 1001 roku przeszedł do obrony swych terytoriów przed kolejnymi kampaniami cesarza Bazylego II. Pomiędzy 1001 a 1005 rokiem utracił większość swoich wcześniejszych zdobyczy: Bułgarię naddunajską, Tesalię, północną część Macedonii, część Albanii. Zmarł w wyniku ataku apoplektycznego 6 października 1014 roku, dwa miesiące po klęsce w bitwie pod Klidion, prawdopodobnie spowodowanego widokiem tysięcy oślepionych jeńców bułgarskich, odesłanych przez bizantyjskiego cesarza Bazylego II.
Za panowania Samuela Bułgaria kontrolowała większą część Bałkanów, aż po południową Grecję. Samuel przeniósł stolicę państwa do Ochrydy, która stała się centrum kulturalnym i politycznym Bułgarii w tym czasie, a także stolicą patriarchatu bułgarskiego.

## Związki rodzinne
Najmłodszy syn komity Mikołaja i Ripsymii. Ojciec Samuela był przedstawicielem starobułgarskiej arystokracji i zarządzał jednym z komitatów, prowincją Serdiki albo jedną z prowincji macedońskich. Komitowie ówcześni posiadali na prowincji sporą władzę wiernie służąc carowi. Matka była armeńską arystokratką, to ona nadała synom biblijne imiona: Dawid, Mojżesz, Aaron i Samuel. Ze względu na tytuł ojca synów nazywano Komitopulami (młodymi komitami).
Samuel był żonaty z Agatą, córkę Jana Chryzyliosa, protevona Drača. Z tego małżeństwa pochodzili:
- Gabriel Radomir,
- Teodora Kosara, żona Jana Włodzimierza, księcia Dukli,
- Mirosława, żona Aszota, syna Grzegorza Taronity.

Przypuszcza się, że miał jeszcze dwie córki, które źródła wymieniają przy okazji poddania się bułgarskiej rodziny carskiej cesarzowi Bazylemu II w Ochrydzie w 1018 roku.
Pojawiła się hipoteza, jednak bez jakiegokolwiek uzasadnienia czy podstawy źródłowej, jakoby Samuel miał jeszcze jedną córkę, wydaną rzekomo za Vazula, stryjecznego brata Stefana I Wielkiego, króla Węgier.

### Drzewo rodziny Samuela[5]
|                |                |                                               |                                               |                              |                                                                   |                                                                   |                                                                   |                                                                   |                  |  |  |
| komita Mikołaj | komita Mikołaj | komita Mikołaj                                | komita Mikołaj                                |                              |                                                                   | Ripsymia                                                          | Ripsymia                                                          |                                                                   |                  |  |  |
|                |                |                                               |                                               |                              |                                                                   |                                                                   |                                                                   |                                                                   |                  |  |  |
|                |                |                                               |                                               |                              |                                                                   |                                                                   |                                                                   |                                                                   |                  |  |  |
|                |                |                                               |                                               |                              |                                                                   |                                                                   |                                                                   |                                                                   |                  |  |  |
| Dawid          | Dawid          | Mojżesz                                       | Mojżesz                                       | Aaron                        | Aaron                                                             |                                                                   |                                                                   |                                                                   |                  |  |  |
|                |                |                                               |                                               |                              |                                                                   |                                                                   |                                                                   |                                                                   |                  |  |  |
|                |                |                                               | Agata córka Jana Chryzeliosa                  | Agata córka Jana Chryzeliosa | Samuel (zm. 6 października 1014, panował 997–6 października 1014) | Samuel (zm. 6 października 1014, panował 997–6 października 1014) | Samuel (zm. 6 października 1014, panował 997–6 października 1014) | Samuel (zm. 6 października 1014, panował 997–6 października 1014) |                  |  |  |
|                |                |                                               |                                               |                              |                                                                   |                                                                   |                                                                   |                                                                   |                  |  |  |
|                |                |                                               |                                               |                              |                                                                   |                                                                   |                                                                   |                                                                   |                  |  |  |
|                |                |                                               |                                               |                              |                                                                   |                                                                   |                                                                   |                                                                   | ?                |  |  |
|                |                | Gabriel Radomir (zm. 1015, panował 1014-1015) | Gabriel Radomir (zm. 1015, panował 1014-1015) | Teodora Kosara               | Teodora Kosara                                                    | Mirosława                                                         | Mirosława                                                         | 2 nieznane córki                                                  | 2 nieznane córki |  |  |

## Tetrarcha
30 stycznia 969 roku w trakcie najazdu księcia kijowskiego Światosława zmarł car bułgarski Piotr I. Jego następca Borys II nie zdołał powstrzymać najazdu Światosława, który zajął stolicę państwa Presław. Ostatecznie Borys uznał jego zwierzchnictwo. Brak świadectw dotyczących działań wojennych na zachodnich krańcach państwa bułgarskiego skłania część historyków do przyjęcia, że w tym czasie bracia Komitopulowie utworzyli na odległych od terenu zmagań wojennych ziemiach macedońskich własne państwo. Światosław zajęty ekspansją w kierunku Konstantynopola, nie był zainteresowany wojną na zachodzie, jest więc możliwe, że ziemie zachodnie cieszyły się w tym czasie jakimś rodzajem niezależności. W 971 roku cesarz Jan I Tzimiskes rozpoczął kampanię przeciw Światosławowi i najpierw wyparł go z Presławia a następnie obległ w Drystrze. Komitopulowie zachowali neutralność, a po zwycięstwie cesarza uznali jego zwierzchnią władzę nad zachodnią Bułgarią

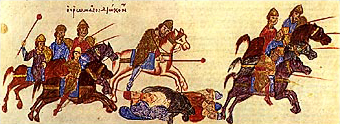
Zwycięstwo Jana Tzimiskesa nad wojskami Światosława

Bułgaria została wcielona do Bizancjum. Najbardziej na północ i zachód wysunięte garnizony bizantyńskie, stanowiące jednocześnie ośrodki bizantyńskich temów, zostały ustanowione w Werroi, Wodenie i Strymonie. Położone na zachodzie: Sredec, Nisz, Skopje i Ochryda nie zostały najprawdopodobniej objęte okupacją wojskową. Do Sredca przeniósł się patriarcha bułgarski Damian. A Jan Tzimiskes zadowolił się uznaniem go przez braci Komitopulów za zwierzchniego władcę wszystkich ziem bułgarskich. Tymczasowo obie strony zaakceptowały to rozwiązanie. Tzimiskes z uwagi na prowadzoną na wschodzie wojnę z Arabami, komesi bułgarscy, by zyskać czas na przygotowania do walki z Bizancjum. Jakoż rzeczywiście w 973 roku stary cesarz rzymski Otto I przyjął w Kwedlinburgu posłów bułgarskich najprawdopodobniej szukających sprzymierzeńca przeciw Bizancjum. Jednakże Otto I zmarł jeszcze w tym samym roku, a jego syn w następnych latach całą swą uwagę musiał skupić na walce z opozycją wewnętrzną. Nie wiadomo jak bracia zorganizowali swe państwo. Niewątpliwie na podległych im ziemiach powstał rodzaj tetrarchii. Możliwe, że każdy władał jedną czwartą państwa uznając zwierzchnictwo najstarszego z braci Dawida.
10 stycznia 976 roku zmarł cesarz Jan Tzimiskes. Bizancjum na przeciąg trzech lat pogrążyło się w wojnie domowej. Dowódca cesarski Bardas Fokas został obwołany przez wojsko cesarzem i po opanowaniu Azji Mniejszej zaatakował Konstantynopol broniony w imieniu 18-letniego cesarza Bazylego II przez jego potężnego ministra parakojmomena Bazylego. Korzystając z zamętu w cesarstwie z niewoli zbiegli car Borys II i jego brat Roman. Samuel wraz z braćmi wzniecili w Sredcu powstanie w imię prawowitego władcy przeciw panowaniu bizantyńskiemu. Niestety Borys II na skutek tragicznej pomyłki został zabity podczas ucieczki przez bułgarskich wartowników. Do objętej powstaniem prowincji nie udało się dotrzeć również Romanowi, dotarł do Widynia, skąd musiał zawrócić do Konstantynopola. Jeszcze w 976 roku, na południu kraju, pomiędzy Kastorią a Prespą, zginął w lesie, zamordowany przez wołoskiego zbója, najstarszy z Komitopulów – Dawid. W 976 lub w 977 roku bracia najechali Trację i oblegli Serres. Podczas oblężenia zginął drugi z Komitopulów, Mojżesz ugodzony kamieniem zrzuconym z murów przez jednego z obrońców. Pozostali dwaj bracia stanęli do ostatecznej rozprawy. Aaron, szukając sprzymierzeńców zwrócił się o pomoc przeciw bratu do Bizancjum. Wspierany przez zwolenników wojny z Bizancjum Samuel nakazał zamordować brata wraz z całą rodziną pod zarzutem zdrady. Z rzezi w Razmetanicy ocalał jedynie syn Aarona Iwan Władysław, który znalazł schronienie u Gabriela Radomira, syna Samuela. Samuel został jedynym władcą państwa.

## Jedynowładca
Następne lata Samuel poświęcił konsolidacji państwa. Przywrócił też autorytet niezależnemu patriarsze bułgarskiemu. Następca patriarchy Damiana przeniósł się ze Sredca do Wodeny, a stamtąd do Prespy, prawdopodobnie w ślad za przesuwającym się centrum państwa Samuela, który początkowo rezydował w Wodenie, następnie przez dłuższy czas w Prespie, by ostatecznie przenieść się od Ochrydy. Następca Germana patriarcha Filip przeniósł ostatecznie stolicę patriarchatu do Ochrydy. Ochrydzie jako niezależnemu ośrodkowi kościelnemu sądzone było zresztą przetrwać upadek Samuelowego państwa. Pomimo silnych związków z hierarchią kościelną w okresie panowania Samuela nie zanotowano prześladowań bogomiłów. Być może, że na ziemiach macedońskich, stanowiących ośrodek państwa, gdzie nad rozwojem wiary chrześcijańskiej pracował Klemens z Ochrydy wpływy bogomilskie nie były wielkie. W ogóle w okresie jego panowania nie wiadomo nic o wewnętrznych sporach, tak gwałtownych za panowania cara Piotra. Możliwe że i tutaj istotne znaczenie miało przesunięcie punktu ciężkości państwa. Arystokracja na terenach macedońskich była niewątpliwie świeżej daty i być może bardziej słowiańska niż ściśle bułgarska.

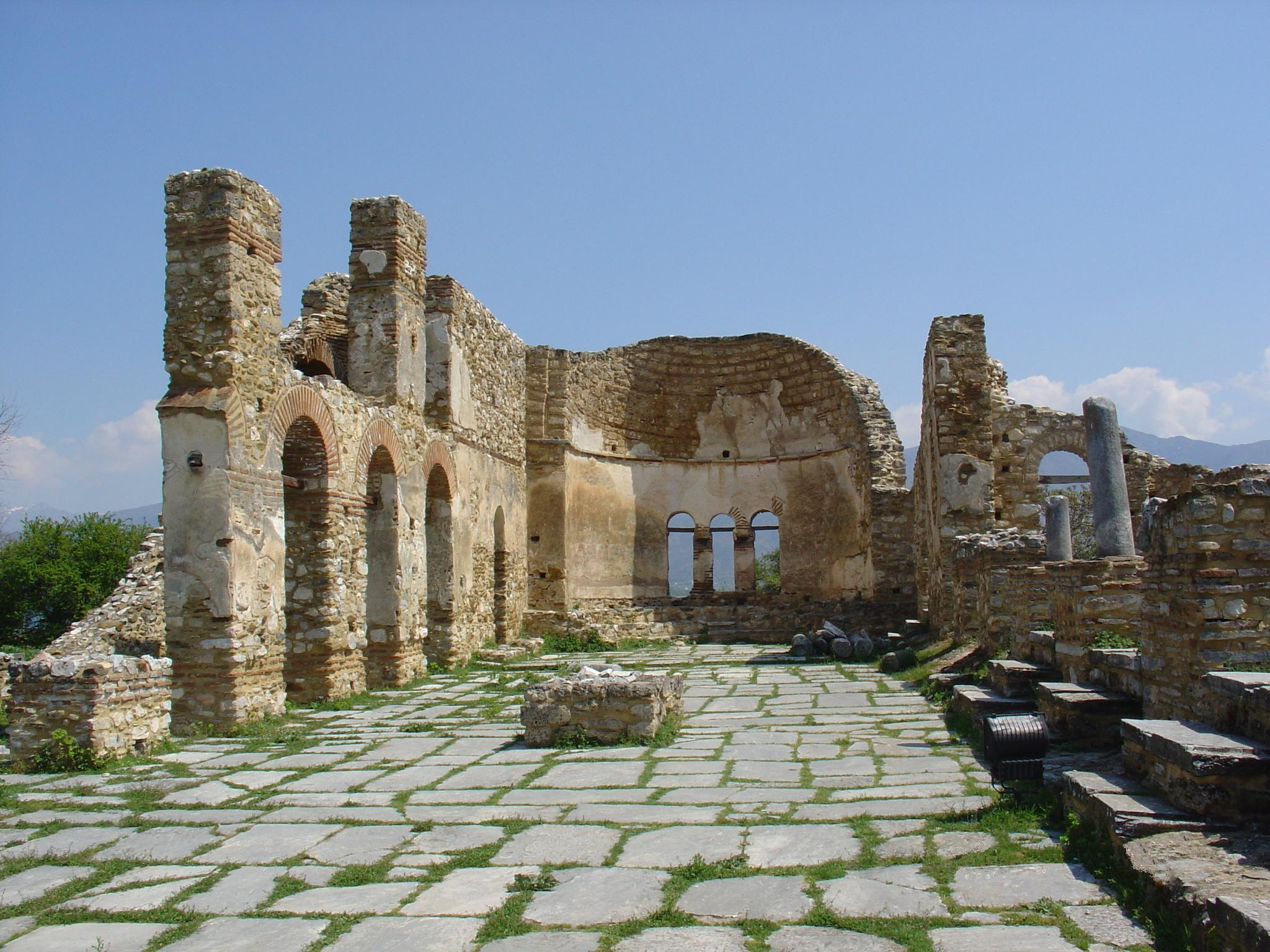
Ruiny Bazyliki św. Achillesa nad Jeziorem Prespańskim, ufundowanej przez Samuela

Państwo Samuela obejmowało w tym czasie Macedonię, Trację i wybrzeża Adriatyku. Począwszy od 980 roku Samuel skoncentrował swą uwagę na Tesalii, kierując kolejne wyprawy przeciw Larissie. Każdego roku ponawiał w porze poprzedzającej żniwa akcję zbrojną przeciw miastu, a jego obrońca Cecaumenus, każdorazowo do czasu zebrania plonów spieszył ogłosić swą podległość bułgarskiemu władcy, po czym po zakończeniu żniw odnawiał swe posłuszeństwo cesarzowi. W 983 roku Cecaunemus został odwołany, a na jego miejsce został przysłany nowy strateg Hellady, który poniechał subtelnej gry swego poprzednika. Ponawiane w kolejnych latach najazdy, na tyle wyniszczyły kraj, że pod koniec 985 lub na początku 986 roku obrońcy Larissy, zwyciężeni głodem zdecydowali się poddać miasto. Niewykluczone że wskutek zdrady swego dowódcy. Samuel potraktował mieszkańców Larissy surowo sprzedając prawie wszystkich w niewolę. Wywiózł również ze zdobytego miasta cenne relikwie, m.in. kości biskupa Larissy świętego Achillesa, który miały uświetnić stołeczną Prespę, w której w tym czasie stanął okazały zamek, zburzony później przez Bizantyńczyków w 1072 roku.
Zdobycie Larissy zbiegło się w czasie z objęciem władzy przez cesarza Bazylego II, który zagrożony przygotowywaną rebelią aresztował swego potężnego ministra, parakojmomena Bazylego. Pierwszym samodzielnym krokiem młodego cesarza była wyprawa przeciw Bułgarom. Latem 986 roku podążył on rzymską drogą przez Filipopolis w stronę Sredca. Zdobycie Sredca dawało szansę odcięcia Bułgarów od próby odzyskania ich starych wschodnich prowincji. Bazyli bez przeszkód przeprawił się przez Maricę i przełęcz zwaną Bramą Trajana i pod koniec lipca stanął pod murami Sredca. Samuel pospieszył na pomoc miastu i zajął wzgórza wokół miasta. Z powodu złego dowodzenia, upałów, a być może również zwykłej zdrady, niespodziewany atak bułgarski pozbawił armię bizantyńską znacznej części zapasów żywności. Nadto cesarz nie był pewien lojalności strzegącego przeprawy Leo Melissenusa i po 20 dniach oblężenia zarządził odwrót.
Pierwszej nocy armia bizantyńska obozowała w lesie i omal nie wybuchła panika wobec pogłoski, że Bułgarzy opanowali przeprawę. Następnego dnia 17 sierpnia, kiedy wojsko bizantyńskie weszło w wąwóz na przełęczy zwanej Bramą Trajana (bułgarska Klisura) Samuel z wojskiem spadł na nie z góry. Konnica cesarska została rozgromiona, spora część piechoty przestała istnieć. Bazyli z resztą wojska schronił się w Filipopolis. W ręce bułgarskie wpadły tabory bizantyńskie w tym skarbiec cesarski.

## Carski namiestnik
Klęska cesarza ośmieliła arystokrację bizantyńską do wystąpienia przeciw niemu. W 986 roku ponownie zbiegł z niewoli bizantyńskiej Roman, młodszy syn cara Piotra. Pojawienie się w Bułgarii syna bułgarskiego cara pozwoliło Samuelowi na restytucję carstwa bułgarskiego. Roman został proklamowany władcą państwa i koronowany na cara (986-991). Przybrał wówczas imię Symeona. Na stolicę Samuel wyznaczył mu Skopje. Sam przyjął tytuł namiestnika i naczelnego wodza. Tymczasem w Bizancjum purpurę cesarską przywdział zbuntowany Bardas Skleros, a niedługo potem pozwolił obwołać się cesarzem również wódz cesarski Bardas Fokas. Wojna domowa i związane z nią reperkusje związały Bazylego II na najbliższe trzy lata. Korzystając z zamętu w cesarstwie Samuel zdobył w następnych latach Bułgarię naddunajską z Presławiem i Pliską, zajmując tereny aż po Morze Czarne. W ręku bizantyńskim pozostał wąski pas wybrzeża i miasta nadmorskie: Warna, Messembria, Anchialos. Po opanowaniu Bułgarii naddunajskiej Samuel skierował swe siły na południe dokonując systematycznego podboju Albanii i Epiru. Około 989 roku, kiedy buntownicy oblegli w Konstantynopolu Bazylego II zdobył leżącą u wrót Macedonii Weroię, a niedługo potem jego dowódca Demetriusz Polemarcha opanował podstępem Serwię w południowej Macedonii. Najpóźniej w 989 roku Samuel ukończył podbój Albanii zdobywając twierdzę Dracz bronioną przez pozostającego na służbie cesarskiej teścia, Jana Chryzeliusa.

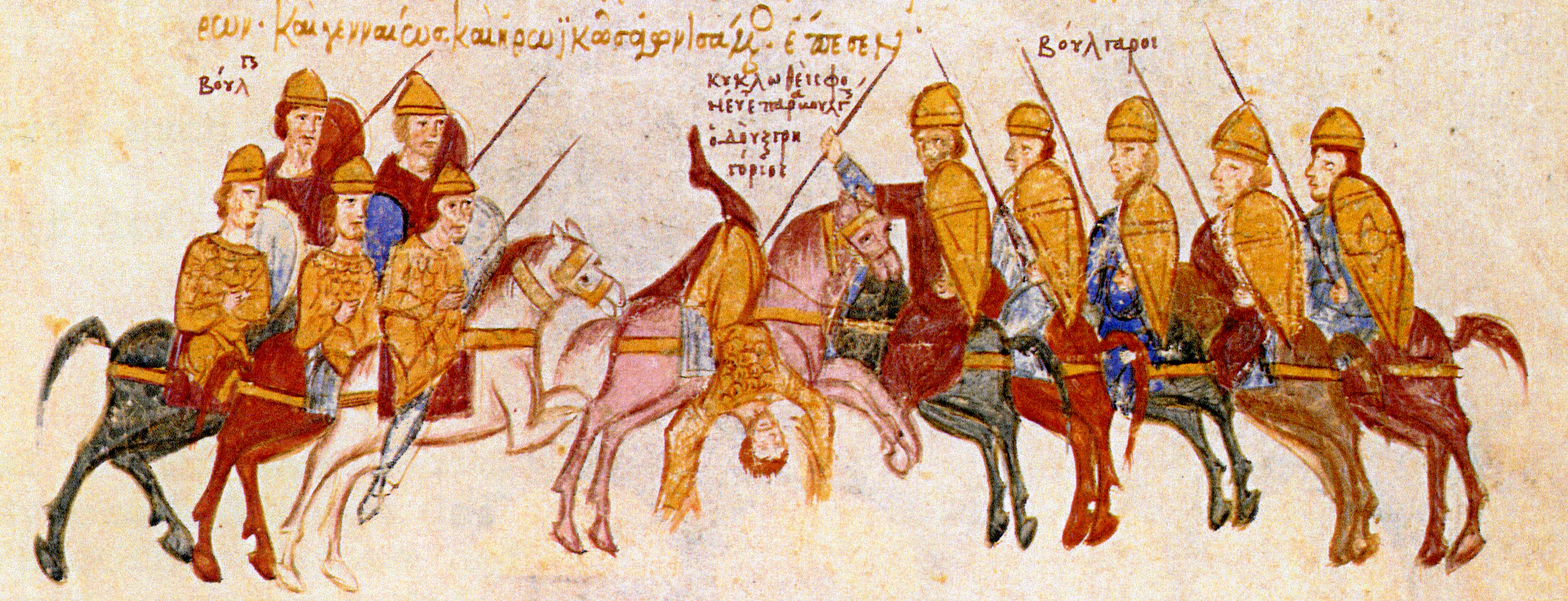
Śmierć Grzegorza Taronity z rąk bułgarskich pod murami Tesaloniki

Wiosną 991 roku Bazyli II opanowawszy sytuację wewnętrzną w cesarstwie ponownie wyruszył na Bałkany i stanął w Tesalonice. Przygotowując się do rozprawy z Samuelem cesarz wysłał poselstwo do leżącej na zachód od Bułgarii Dukli. W 992 roku posłowie powrócili przywożąc przymierze zawarte z duklańskim księciem Janem Włodzimierzem. Bazyli pozostawał w Macedonii przez cztery lata. Nic nie wiemy o przebiegu toczonych wówczas walk, poza informacją, że zaraz na początku, jeszcze w 991 roku car bułgarski Roman dostał się ponownie do niewoli bizantyńskiej. Nie miał już powrócić na tron carski, zmarł w 997 roku w Bizancjum. W 994 roku Turek Bangutekin pobił armię bizantyńską spieszącą na pomoc oblężonemu Aleppo. Bazyli II nie zignorował niebezpieczeństwa. Wiosną 995 roku wyruszył na wschód.
Opuszczając Bałkany cesarz pozostawił w Tesalonice księcia Taronu Grzegorza. Na wieść o odejściu głównych sił cesarskich Samuel nadciągnął pod Tesalonikę. Zwiedziony szczupłymi siłami z którymi Samuel pojawił się pod murami miasta Grzegorz Taronita wysłał przeciw Bułgarom swego syna Aszota z niewielkim oddziałem. Wojsko bizantyńskie zostało wciągnięte w przygotowaną zasadzkę i w przeważającej części zniszczone. Aszot dostał się do niewoli. Na wieść o klęsce syna, Grzegorz Taronita pospieszył mu na ratunek i również wpadł w bułgarską zasadzkę. Zginął wraz z prawie całym wojskiem, które wyszło w pole. Osłabienie garnizonu broniącego miasta nie skłoniło Samuela do podjęcia oblężenia Tesaloniki. Spustoszył tereny wokół miasta, zdobyte łupy odesłał do Prespy a sam drogą na Larisę, przez wąwóz Tempe i Termopile najechał Beocję i Attykę docierając aż na Peloponez.

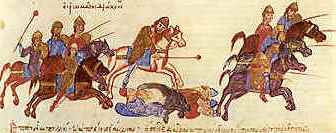
Klęska Bułgarów nad rzeką Spercheios

Bazyli zbyt zajęty, by osobiście udać się na Bałkany, wysłał tam jednego ze swych najzdolniejszych wodzów, Nicefora Uranosa. Uranos wzmocniwszy garnizon w Tesalonice, podążył na południe w ślad za Samuelem. Odzyskał Larisę, a następnie przeszedł przez Farsalię i poprzez szczyty Othrysu zszedł w dolinę rzeki Spercheios. Na drugim brzegu rzeki powracający z Peloponezu i obładowani łupami Bułgarzy rozbili obóz. Rzeka wylała po gwałtownej letniej burzy i Samuel czuł się ze swym wojskiem bezpieczny. Nocą jednak żołnierze cesarscy przeprawili się przez wzburzone wody i zaatakowali uśpiony obóz. Samuel i jego syn Gabriel Radomir, ranni wraz z garstką towarzyszy ratowali się ucieczką. Bezdrożami Epiru z trudem przedostali się do swego państwa Zginęła lub dostała się do niewoli większa część armii bułgarskiej (około 12.000 żołnierzy). Uranos odbił również wszystkie zdobyte w Grecji łupy i uwolnił jeńców. W triumfie powrócił najpierw do Tesaloniki, a stamtąd do Konstantynopola. Bezpośrednio po klęsce Samuel napisał do cesarza pismo, w którym zapewniał o swym posłuszeństwie i uznawał zwierzchnictwo bizantyńskie. Kiedy jednak zorientował się, że Bazyli II zbyt jest zajęty na wschodzie, by mógł poprowadzić rozstrzygającą kampanię przeciw Bułgarii wycofał się ze złożonych przyrzeczeń

## Car

### Koronacja

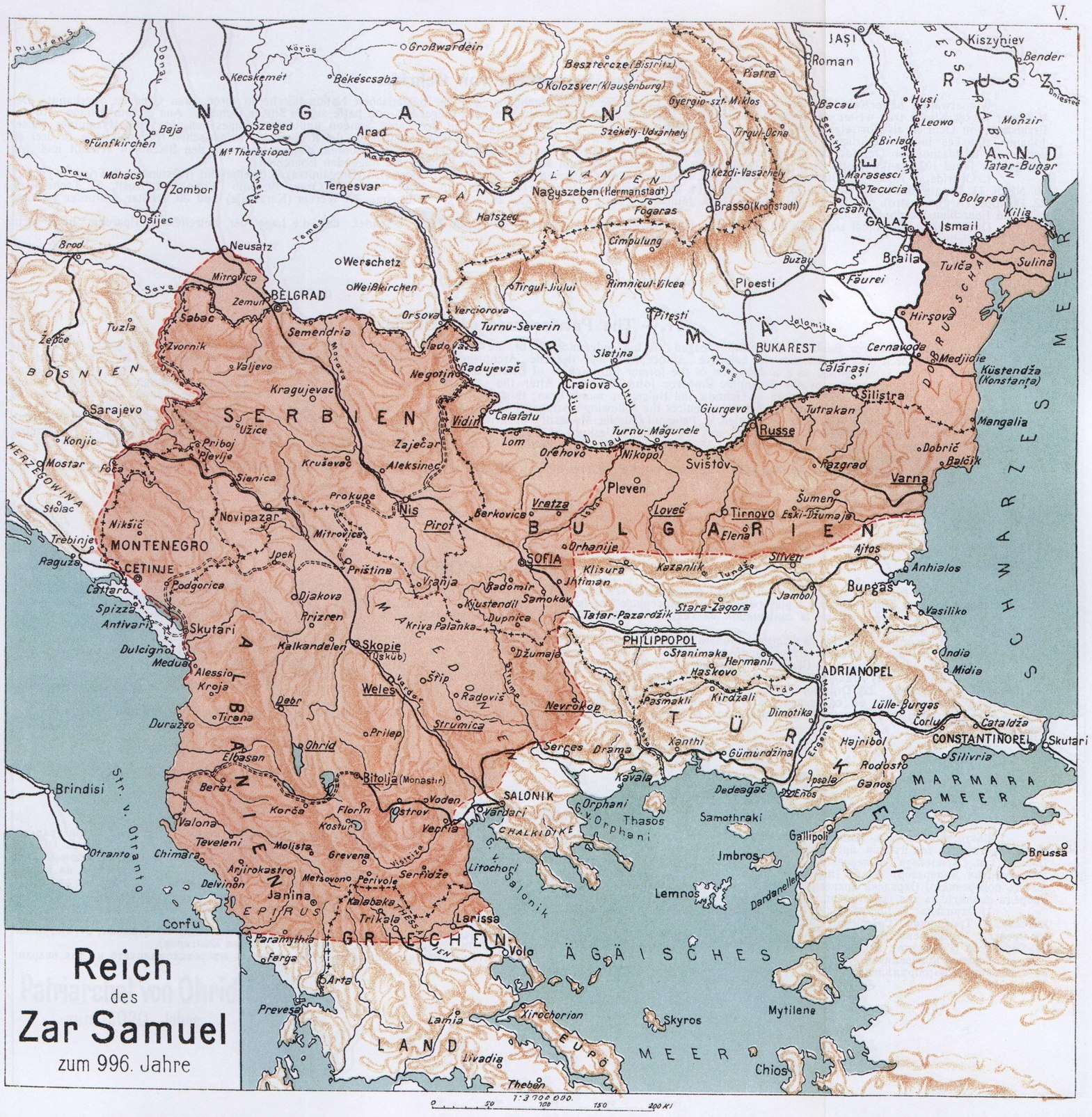
Największy zasięg terytorialny carstwa Samuela

W 997 roku zmarł w niewoli bizantyńskiej car Roman, ostatni przedstawiciel dynastii rządzącej od dwustu lat Bułgarią. Po jego śmierci Samuel prawdopodobnie koronował się na cara. Sprawa nie jest oczywista, źródła bizantyńskie nazywają wprawdzie Samuela władcą, a nawet monarchą, ale nigdy carem. Dokumenty watykańskie podają informację o koronacji Samuela. O koronacji Samuela wspomina również Ibrahim ibn Jakub. Nie wiadomo, kto i kiedy koronował Samuela. Z faktu zachowania tej informacji w archiwach watykańskich wnioskuje się, że koronacja mogła być dokonana w imieniu papieża.

### Ekspansja na zachodzie
Powstrzymany na wschodzie i południu, w 998 lub 999 Samuel zaatakował na zachodzie Duklę (obecnie Czarnogóra), której młody książę Jan Włodzimierz zawarł przed kilku laty antybułgarskie przymierze z cesarzem bizantyńskim. Samuel zdobył bez większego oporu stolicę Dukli, anektował całe państwo, a jego władcę pojmał i uprowadził do Prespy. Zwierzchnictwo Bułgarii uznały też serbskie księstwa w głębi kraju Raszka i Bośnia oraz leżące na wybrzeżu dalmatyńskim Zahumle. Samuel podjął ponadto walkę z królem węgierskim Stefanem I o rejon Sirmium. Ostatecznie przyłączył go do swego państwa, a wojna została zakończona podpisaniem układu pokojowego scementowanego ślubem córki króla węgierskiego z synem Samuela Gabrielem Radomirem. Państwo Samuela osiągnęło apogeum swego rozwoju, obejmowało Macedonię z wyjątkiem Tesaloniki i Półwyspu Chalkidiki, Tesalię, Epir, Albanię, księstwa serbskie: Duklę, Zahumle, Raszkę i Bośnię, okręg Sirmium oraz Bułgarię naddunajską. Trzon państwa stanowiła Macedonia. Stolicę Samuel przeniósł do Ochrydy. Na czele tego rozległego państwa stała carska rodzina i grupa wielkich bojarów zwanych z grecka archontami – pełniących funkcje zarządców grodów i ziem wchodzących w skład carstwa. Najstarsza córka Samuela Mirosława wyszła za mąż za pojmanego przez cara syna Grzeorza Taronity, Aszota. Samuel wyznaczył Aszota namiestnikiem ziem wokół Dracza. Młodsza z jego córek Teodora Kosara poślubiła innego więźnia, księcia duklańskiego Jana Włodzimierza. Car przywrócił mu po ślubie tron duklański, jednocześnie dzieląc Duklę pomiędzy swego zięcia i jego wuja Dragomira, którego osadził w Trebinju. Samodzielność dzieci Samuela w wyborze partnerów życiowych i ich skłonność do osób pozbawionych wolności miała dojść do głosu raz jeszcze. Około roku 1000 syn Samuela Gabriel Radomir oddalił swą królewską żonę i poślubił niewolnicę, uprowadzoną przez ojca ze zdobytej Larissy, a żyjącą na dworze w Prespie, piękną Irenę. Ojciec zgodził się z decyzją syna, choć miał za nią w przyszłości zapłacić. Kiedy w 1002 roku cesarz Bazyli II obległ Widyń, znieważony król węgierski zaatakował i podbił ziemie sojusznika Samuela władającego Banatem księcia Ajtonya.

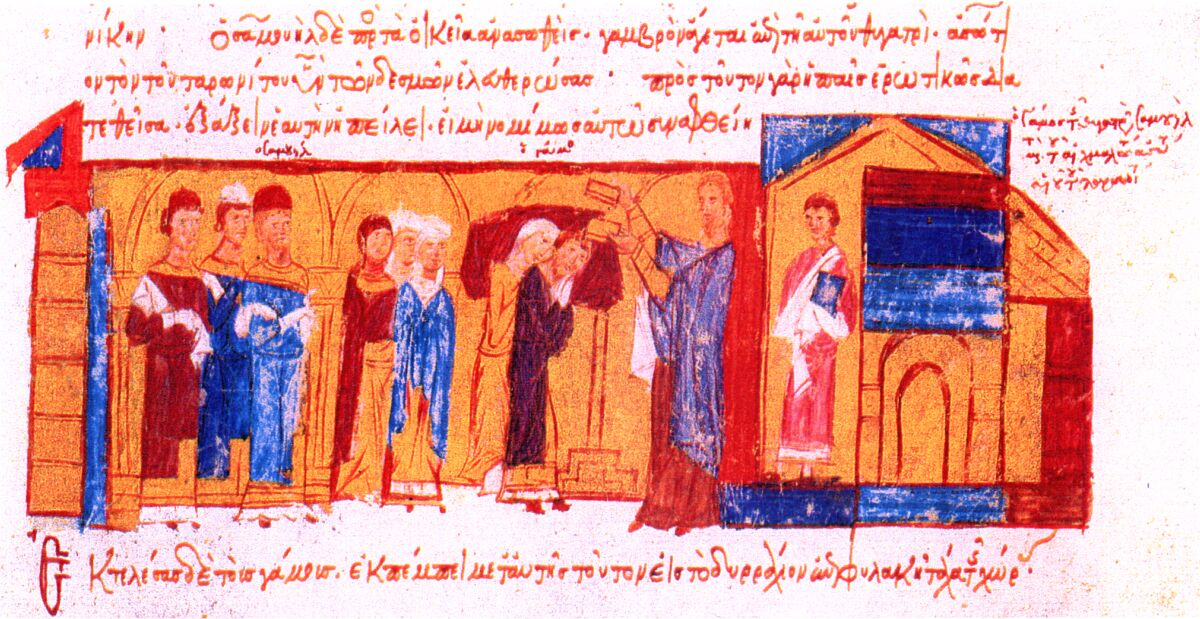
Ślub Aszota i córki Samuela Mirosławy

### Sytuacja wewnętrzna państwa
Bardzo niewiele wiemy o sytuacji wewnętrznej państwa Komitopula. Oprócz cara, wielkich i drobnych bojarów, klasztorów i kościoła właścicielami ziemi byli również wolni chłopi. W dobrach wielkich właścicieli występowała ponadto ludność zależna zwana parikami, a w dobrach kościelnych klirikami, zwolniona od powinności wobec państwa. W jednym majątku pracowało przeważnie od 12 do 40 takich pomocników. Jeńcy wojenni byli zazwyczaj sprzedawani dalej lub odsprzedawani rodzinie. Jedynie mieszkańcy Larissy, którzy popadli w szczególną niełaskę Samuela w trakcie trwających kilka lat prób zdobycia miasta zostali uznani przez cara za niewolników.
Dochody carskie pochodziły z majątku monarchy, z kar zasądzanych przez sądy oraz nade wszystko z łupów zdobytych na wyprawach wojennych. Samuel nie bił własnej monety w obiegu był pieniądz bizantyński. Dodatkowym źródłem dochodu władcy były daniny składane w naturze. Od każdego zeugara ziemi stanowiącego powierzchnię, którą można zaorać w ciągu jednego dnia parą wołów, chłopi byli zobowiązani oddawać carowi daninę: 1 mat (modios – 8,76 kg) zboża, 1 mat prosa i dzban (stamnos) wina.
Na dworze posługiwano się językiem słowiańskim natomiast w dyplomacji greką. Armię tworzyło drobne bojarstwo trudniące się zawodowo wojaczką i grupy chłopów-żołnierzy zobowiązanych do pełnienia służby wojskowej z tytułu posiadania ziemi. Bojarzy zasilali konnicę, chłopi piechotę; dodatkową formację tworzyła osobista gwardia carska. Carstwo Samuela nie dysponowało siłami morskimi. Posiadało natomiast znakomitą linię umocnień. Car prowadził ożywioną działalność budowlaną. Wzniósł w czasie swego panowania 35 zamków. Wznosił też albo przebudowywał liczne kościoły: w Prespie – kościół św. Germana, na wyspie na jeziorze prespańskim – kościół św. Achillesa, gdzie zostały złożone relikwie męczennika, patrona Larissy, w stołecznej Ochrydzie, dokąd około roku 1000 przeniesiona została stolica państwa: kościoły świętych Konstantyna i Heleny oraz świętej Zofii. Kościoły wznoszone w stylu prowincjonalnym bizantyńskim wykazują silne wpływy armeńskie. Być może były wznoszone przez jeńców z armeńskich kolonii w Macedonii.

## Kontrofensywa Bizancjum

### Cztery kampanie Bazylego II
Około roku 1000 układ sił pomiędzy Bizancjum a Bułgarią uległ zmianie. Bazylemu udało się zakończyć wojnę na wschodzie. W 1001 roku rozpoczęła się wielka ofensywa bizantyńska. Pierwszą kampanię w 1001 roku Bazyli skierował ku wschodowi Samuelowego państwa. Po przejściu przez Bramę Trajana cesarz zdobył zamki wokół Sredca. Jednocześnie wysłał potężną armię pod dowództwem patrycjusza Teodorokanosa i protospatariusza Nicefora Ksifiasa na podbój terenów pomiędzy dolnym Dunajem a Starą Płaniną. Sam zaatakował Sredec, uniemożliwiając tym samym Samuelowi przyjście z odsieczą prowincjom położonym na wschodzie. Manewr powiódł się znakomicie. Cesarz zdobył Sredec. W tym czasie jego strategowie podbili Bułgarię naddunajską zdobywając Mały i Wielki Presław i Pliskę.
W następnym, 1002 roku, Bazyli zwrócił się na południe. Zaatakował najpierw Werroę w południowej Macedonii. Broniący twierdzy wojewoda Dobromir poddał miasto bez walki. Bazyli, który zawsze starał się pozyskiwać bułgarskich dowódców, wysyłając ich co najwyżej do prowincji na tyle odległych, by nie mogli zaszkodzić cesarstwu, obdarzył Dobromira tytułem antypatosa i wysłał do Konstantynopola. Spod Werroi wojska bizantyńskie skierowały się ku Serwii. Miasta bronił Nikulitzes, oficer bizantyński, który przed kilkunastu laty dopomógł zdradą zdobyć Samuelowi Larissę. Nikulitzes stawił Bazylemu bohaterski opór, ostatecznie jednak cesarz zdobył Serwię. Obrońców potraktował łagodnie, a Nikulitzesa obdarzył godnością patrycjusza i pozwolił mu towarzyszyć sobie w drodze do Konstantynopola. W drodze do stolicy Nikulitzes zbiegł jednak do Samuela, który w trakcie trwania cesarskiej inwazji ukrywał się z wojskiem w górach, unikając otwartej bitwy. Na wieść o opuszczeniu przez Bazylego Tesalii pojawił się na równinie i podjął próbę odzyskania Serwii. Poinformowany o rozwoju wydarzeń Bazyli szybkim marszem powrócił do Tesalii, a Samuel z Niklitzesem ponownie wycofali się w góry. Cesarz spędził następne dwa miesiące na zdobywaniu okolicznych zamków. Z Tesalii skierował się ku Wodenie, potężnej twierdzy leżącej na skraju płaskowzgórza macedońskiego. Twierdzy bronił bułgarski dowódca Dragoszan, pod koniec jesieni został jednak zmuszony do poddania się. Garnizon bułgarski został przez cesarza przeniesiony do Tracji, do prowincji Boleron, a Dragoszan otrzymał zezwolenie na pobyt w Tesalonice.

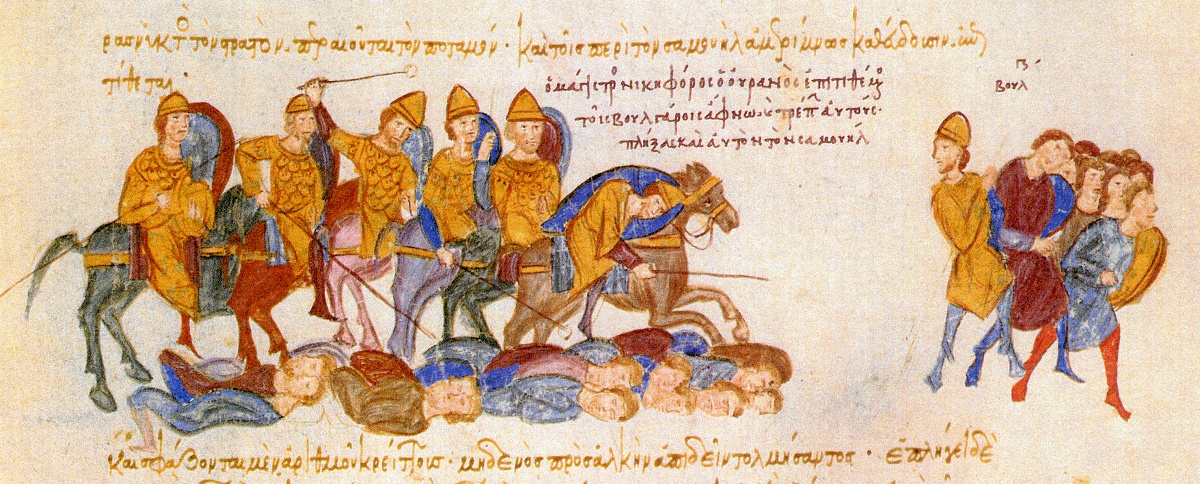
Zwycięstwo bizantyńskie nad Bułgarami

W 1003 roku Bazyli podjął wyprawę w górę Dunaju, w kierunku zachodnim, dążąc do okrążenia państwa Samuela od północy. Przeciw świetnie zorganizowanej i ostrożnie prowadzonej ekspedycji Samuel nie mógł nic uczynić. Kiedy Bazyli obległ Widyń, podjął akcję dywersyjną i poprowadził głęboki rajd na tereny cesarstwa, do wschodniej Tracji. 15 sierpnia, kiedy mieszkańcy Adrianopola świętowali uroczystość Wniebowzięcia NMP Samuel nagle spadł na miasto. Adrianopol został zdobyty przez zaskoczenie. Bułgarzy dokonali w mieście rzezi, nie napotykając w zasadzie na opór, wzięli też spore łupy i wielu jeńców. Bazyli pomimo alarmujących wiadomości z Tracji nie pospieszył na ratunek plądrowanym przez Bułgarów ziemiom. Pozostał pod murami Widynia i po ośmiomiesięcznym oblężeniu zdobył miasto.
W 1004 roku Bazyli wyruszył spod Widynia w głąb carstwa Samuela na Skopje. Jego marsz wzdłuż Timoku i Morawy przez wrogi kraj był przedsięwzięciem równie zuchwałym jak marsz Samuela na Adrianopol w roku poprzednim. Samuel nadciągnął z wojskiem pod Skopje, przezornie trzymając się przeciwnego brzegu Wardaru. Rzeka akurat szeroko wylała i Samuel, pomimo doświadczeń znad Spercheiosu, uznał to za wystarczającą ochronę dla swojej armii. Grecy znaleźli jednak bród i cesarz na czele swych wojsk przekroczył rzekę. Bułgarzy, zbyt zaskoczeni, by się bronić, rzucili się do ucieczki, a Samuel wśród nich. Bizantyńczycy przejęli obóz i namiot carski. Po zadanej Bułgarom klęsce, komendant twierdzy poddał Skopje Bazylemu. Ze Skopje Bazyli skierował się na wschód w stronę twierdzy Pernik, który strzegł doliny górnej Strumy. Pernik był jednak twierdzą trudną do zdobycia i świetni bronioną przez najzdolniejszego z generałów Samuela, Krakrę. Bazyli straciwszy wielu żołnierzy, kiedy próby przekupienia dowódcy także nie przyniosły rezultatu, zimą 1004 roku powrócił do Mosynopolis.

### Dalsze walki
W ciągu czterech lat Samuel utracił niemal połowę swego imperium od Żelaznej Bramy nad Dunajem po Tesalię całe wschodnie Bałkany znalazły się w ręku cesarza, wyjąwszy dolinę Strumy i kilka zamków wokół Pernika i Melnika na zachodnich zboczach Rodopów. Kampanie Bazylego wykazały, że wojska cesarskie są sprawniejszym narzędziem prowadzenia wojny, którym Bułgarzy pomimo odwagi, zapału i sprytu nie są w stanie sprostać. Taktyka Samuela polegająca na unikaniu otwartych bitew, szybkich marszach, zasadzkach i nagłym schodzeniu z gór zawodziła w starciu z przeciwnikiem, który potrafił przeprowadzać forsowne marsze w obcym terenie i nigdy nie zapuszczał się nie zabezpieczony w górskie przeprawy.
Nawet towarzysze Samuela zaczęli to dostrzegać i coraz częściej oferowali swe usługi cesarzowi. W 1005 roku córka Samuela Mirosława i jej mąż Aszot zbiegli z Dracza do Konstantynopola. Aszot przywiózł cesarzowi pismo dowódcy Dracza, teścia Samuela Jana Chryzeliosa, który zobowiązał się wydać twierdzę Bizancjum, w zamian za wynagrodzenie i tytuły patrycjuszy dla dwóch swoich synów. Propozycja została przyjęta i jeszcze w tym samym roku patrycjusz Eustachios Dafnomelas wpłynął do portu w Draczu i w imieniu cesarza objął miasto.
Historia następnych 10 lat jest bardzo słabo znana. Wydaje się, że walki trwały przez cały czas, chociaż nie z poprzednią intensywnością. Być może cesarz śledził wydarzenia, które zachodziły w Italii i nie mógł w pełni zaangażować się na Bałkanach. W 1009 roku Samuel poniósł klęskę w bitwie pod Kretą (być może Kroton niedaleko Tesaloniki). Wszystko wskazuje jednak na to, że sytuacja zasadniczo nie uległa zmianie. W ręku Samuela pozostawały górskie rejony Macedonii i Albanii oraz dolina górnej Strumy, a Bizantyńczycy nie byli w stanie posunąć się naprzód.

## Klęska

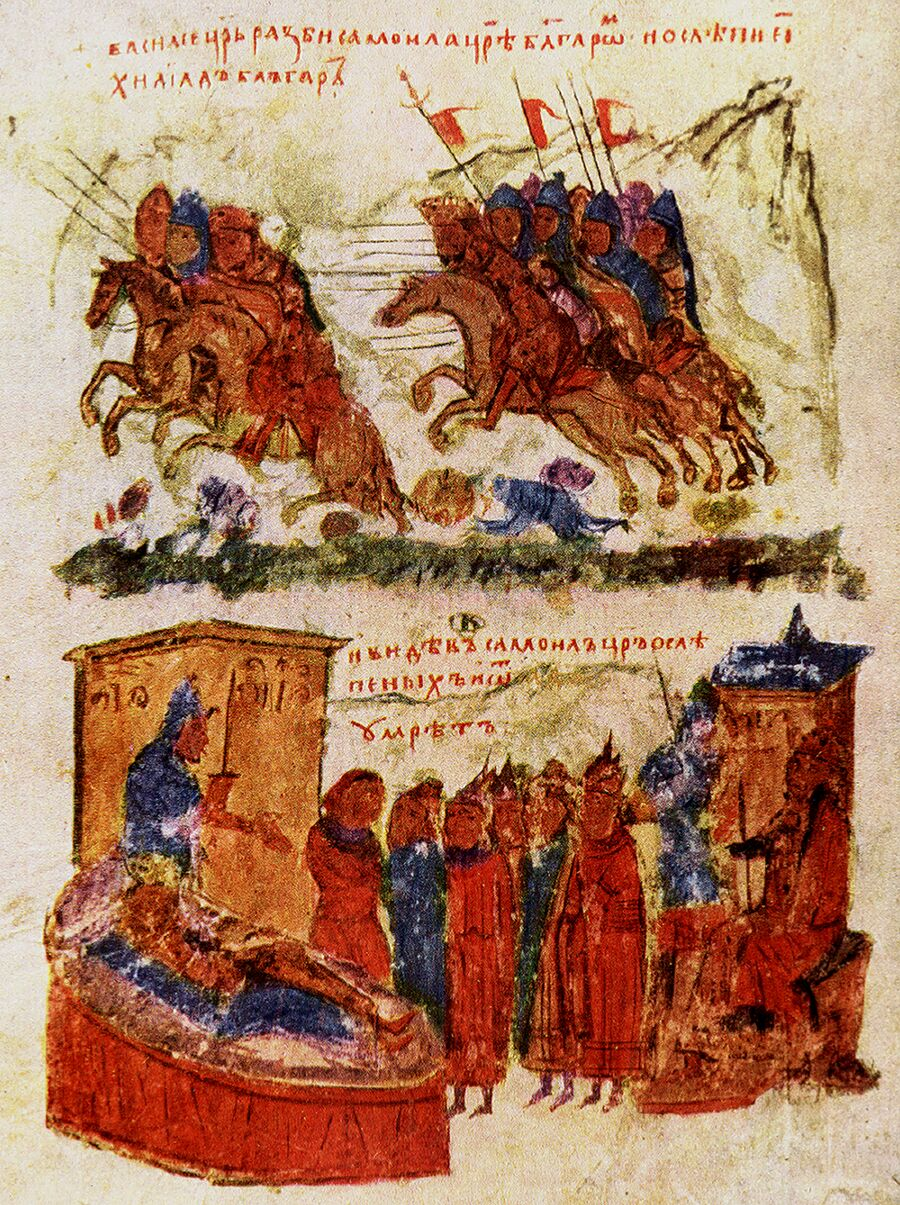
Zwycięstwo Bazylego II pod Klidion i śmierć Samuela

Być może po 1009 roku kiedy cesarz był zajęty obroną włości bizantyńskich w południowej Italii i czasowo zaprzestał działań zaczepnych przeciw państwu bułgarskiemu Samuel wzniósł szereg umocnień w wąwozie pomiędzy górami Ograżden i Bełasica. Drogą tą, przez przełęcz zwaną Cimbalongus albo Klidion, prowadził zazwyczaj Bazyli II swe wojska podczas wypraw w głąb państwa Samuela. Umocnienia zostały obsadzone przez silne straże. W razie zmuszenia armii bizantyńskiej do odwrotu dawały możliwość ataku na jej tyły. W 1014 roku, Bazyli II podjął kolejną wyprawę przeciw Bułgarom. Samuel zasadził się ze swymi wojskami w strzeżonym palisadą wąwozie, dla odwrócenia uwagi cesarza wysłał natomiast kilka oddziałów w rejon Nestoritzy niedaleko Tesaloniki. Oddziały te rozbił strateg cesarski Teofilakt Botaniates, podczas gdy główne siły bizantyńskie zbliżały się do Klidion. Natknąwszy się na palisadę, Bazyli II podjął kilka prób sforsowania przeszkody, jego ataki rozbiły się jednak o dobrze bronione umocnienia. Tymczasem strateg Filipopolis Nicefor Ksifias zaproponował obejście sił bułgarskich przez porośnięte lasami zbocza górskie i zaatakowanie przeciwnika od tyłu. Cesarz wyraził zgodę. Ksifias przeprowadził wojsko przez las Balathistes (Sułtanina Płanina) i zajął pozycję na tyłach bułgarskich. 29 sierpnia Bazyli II przypuścił zmasowany atak na bułgarskie pozycje obronne za palisadą, a w tym samym czasie Ksiafias niespodziewanie zaatakował od tyłu. Zaskoczeni Bułgarzy poszli w rozsypkę. Samuel ocalał jedynie dzięki wytrwałości i odwadze swego syna Gabriela Radomira, który pomógł ojcu opuścić pole bitwy i zbiec do twierdzy Prilep. Liczbę wziętych do niewoli Bułgarów współcześni historycy określają na 14 lub 15 tysięcy. Bazyli II rozkazał wykłuć jeńcom oczy, pozostawiając co setnemu lewe oko, aby mógł prowadzić pozostałych, po czym odesłał ich do domu. Z przełęczy Bazyli II zwrócił się ku Strumitsy i zajął zamki wokół Matrucium. Wysłał też Botaniatesa, by zniszczył palisadę, którą Bułgarzy wznieśli na drodze do Tesaloniki. Botaniates zadanie szczęśliwie wykonał, w drodze powrotnej wpadł jednak w bułgarską zasadzkę i stracił większość ludzi. Cesarz tymczasem kontynuował działania w rejonie zwanym Zagoria, gdzie w jego ręce wpadła potężna twierdza Melnik.
Ślepe ofiary spod Klidion dotarły tymczasem do Prespy, gdzie przebywał car. Widok upiornej procesji jego wielkiej armii przyprawił Samuela o atak apopleksji. Wprawdzie odzyskał świadomość, jednak na krótko. Zmarł dwa dni później 6 października 1014 roku.